# Strahinja Eraković
Strahinja Eraković (in serbo Страхиња Ераковић?; Batajnica, 22 gennaio 2001) è un calciatore serbo, difensore dello Zenit San Pietroburgo e della nazionale serba.

## Caratteristiche tecniche
È un difensore centrale.

## Carriera

### Club
Cresciuto nel settore giovanile della Stella Rossa, nel 2019 viene ceduto in prestito al Grafičar Belgrado con cui debutta fra i professionisti giocando l'incontro di Prva Liga Srbija perso 1-0 contro il Trayal Kruševac.

### Nazionale
Dopo aver rappresentato la Serbia a livello giovanile arrivando anche ad esserne capitano, nel maggio 2022 viene convocato per la prima volta in nazionale maggiore. Il 2 giugno seguente quindi debutta in nazionale nella sconfitta per 0-1 contro la Norvegia in Nations League.
Convocato più spesso dopo la prima convocazione, nel settembre dello stesso anno contribuisce alla vittoria del proprio girone di Nations League e alla conseguente promozione in Lega A; due mesi dopo, invece, viene inserito dal CT Dragan Stojković nella lista dei convocati il campionato del mondo 2022 in Qatar.
Il 16 giugno 2023 realizza la sua prima rete in nazionale nel successo per 3-2 in amichevole contro la Giordania.

## Statistiche

### Presenze e reti nei club
Statistiche aggiornate al 24 novembre 2022.
| Stagione            | Squadra             | Campionato          | Campionato | Campionato | Coppe nazionali | Coppe nazionali | Coppe nazionali | Coppe continentali | Coppe continentali | Coppe continentali | Altre coppe | Altre coppe | Altre coppe | Totale | Totale | Totale |
| Stagione            | Squadra             | Comp                | Pres       | Reti       | Comp            | Pres            | Reti            | Comp               | Pres               | Reti               | Comp        | Pres        | Reti        | Pres   | Reti   |        |
| ------------------- | ------------------- | ------------------- | ---------- | ---------- | --------------- | --------------- | --------------- | ------------------ | ------------------ | ------------------ | ----------- | ----------- | ----------- | ------ | ------ | ------ |
| 2019-2020           | Grafičar Belgrado   | SL                  | 21         | 2          | CS              | 0               | 0               |                    | -                  | -                  |             | -           | -           | 21     | 2      |        |
| 2020-2021           | Stella Rossa        | SL                  | 13         | 0          | CS              | 0               | 0               | UEL                | 4                  | 0                  |             | -           | -           | 17     | 0      |        |
| 2021-2022           | Stella Rossa        | SL                  | 33         | 0          | CS              | 2               | 0               | UEL                | 6                  | 0                  |             | -           | -           | 41     | 0      |        |
| 2022-2023           | Stella Rossa        | SL                  | 17         | 0          | CS              | 0               | 0               | UCL+UEL            | 4+6                | 0                  |             | -           | -           | 27     | 0      |        |
| Totale Stella Rossa | Totale Stella Rossa | Totale Stella Rossa | 63         | 0          |                 | 2               | 0               |                    | 20                 | 0                  |             | -           | -           | 85     | 0      |        |
| Totale carriera     | Totale carriera     | Totale carriera     | 84         | 2          |                 | 2               | 0               |                    | 20                 | 0                  |             | -           | -           | 106    | 2      |        |

### Cronologia presenze e reti in nazionale
| Cronologia completa delle presenze e delle reti in nazionale ― Serbia | Cronologia completa delle presenze e delle reti in nazionale ― Serbia | Cronologia completa delle presenze e delle reti in nazionale ― Serbia | Cronologia completa delle presenze e delle reti in nazionale ― Serbia | Cronologia completa delle presenze e delle reti in nazionale ― Serbia | Cronologia completa delle presenze e delle reti in nazionale ― Serbia | Cronologia completa delle presenze e delle reti in nazionale ― Serbia | Cronologia completa delle presenze e delle reti in nazionale ― Serbia |
| Data                                                                  | Città                                                                 | In casa                                                               | Risultato                                                             | Ospiti                                                                | Competizione                                                          | Reti                                                                  | Note                                                                  |
| --------------------------------------------------------------------- | --------------------------------------------------------------------- | --------------------------------------------------------------------- | --------------------------------------------------------------------- | --------------------------------------------------------------------- | --------------------------------------------------------------------- | --------------------------------------------------------------------- | --------------------------------------------------------------------- |
| 2-6-2022                                                              | Belgrado                                                              | Serbia                                                                | 0 – 1                                                                 | Norvegia                                                              | UEFA Nations League 2022-2023 - 1º turno                              | -                                                                     | 75’                                                                   |
| 18-11-2022                                                            | Riffa                                                                 | Bahrein                                                               | 1 – 5                                                                 | Serbia                                                                | Amichevole                                                            | -                                                                     | 79’                                                                   |
| 24-3-2023                                                             | Belgrado                                                              | Serbia                                                                | 2 – 0                                                                 | Lituania                                                              | Qual. Euro 2024                                                       | -                                                                     |                                                                       |
| 27-3-2023                                                             | Podgorica                                                             | Montenegro                                                            | 0 – 2                                                                 | Serbia                                                                | Qual. Euro 2024                                                       | -                                                                     | 89’                                                                   |
| 16-6-2023                                                             | Vienna                                                                | Serbia                                                                | 3 – 2                                                                 | Giordania                                                             | Amichevole                                                            | 1                                                                     |                                                                       |
| 14-10-2023                                                            | Budapest                                                              | Ungheria                                                              | 2 – 1                                                                 | Serbia                                                                | Qual. Euro 2024                                                       | -                                                                     | 46’                                                                   |
| 21-3-2024                                                             | Mosca                                                                 | Russia                                                                | 4 – 0                                                                 | Serbia                                                                | Amichevole                                                            | -                                                                     |                                                                       |
| 25-3-2024                                                             | Larnaca                                                               | Cipro                                                                 | 0 – 1                                                                 | Serbia                                                                | Amichevole                                                            | -                                                                     | 85’                                                                   |
| 5-9-2024                                                              | Belgrado                                                              | Serbia                                                                | 0 – 0                                                                 | Spagna                                                                | UEFA Nations League 2024-2025 - 1º turno                              | -                                                                     | 5’ 46’                                                                |
| 8-9-2024                                                              | Copenaghen                                                            | Danimarca                                                             | 2 – 0                                                                 | Serbia                                                                | UEFA Nations League 2024-2025 - 1º turno                              | -                                                                     |                                                                       |
| 12-10-2024                                                            | Leskovac                                                              | Serbia                                                                | 2 – 0                                                                 | Svizzera                                                              | UEFA Nations League 2024-2025 - 1º turno                              | -                                                                     |                                                                       |
| 15-10-2024                                                            | Cordova                                                               | Spagna                                                                | 3 – 0                                                                 | Serbia                                                                | UEFA Nations League 2024-2025 - 1º turno                              | -                                                                     | 38’                                                                   |
| 20-3-2025                                                             | Vienna                                                                | Austria                                                               | 1 – 1                                                                 | Serbia                                                                | UEFA Nations League 2024-2025 - Play-off                              | -                                                                     |                                                                       |
| 23-3-2025                                                             | Belgrado                                                              | Serbia                                                                | 2 – 0                                                                 | Austria                                                               | UEFA Nations League 2024-2025 - Play-off                              | -                                                                     |                                                                       |
| 7-6-2025                                                              | Tirana                                                                | Albania                                                               | 0 – 0                                                                 | Serbia                                                                | Qual. Mondiali 2026                                                   | -                                                                     |                                                                       |
| Totale                                                                |                                                                       | Presenze                                                              | 15                                                                    |                                                                       | Reti                                                                  | 1                                                                     |                                                                       |

## Palmarès

### Club

#### Competizioni nazionali
- Campionato serbo: 3

Stella Rossa: 2020-2021, 2021-2022, 2022-2023
- Coppa di Serbia: 3

Stella Rossa: 2020-2021, 2021-2022, 2022-2023
- Campionato russo: 1

Zenit: 2023-2024
- Coppa di Russia: 1

Zenit: 2023-2024
- Supercoppa di Russia: 1

Zenit: 2024